# Pena (càstig)
La pena és el mitjà amb el que compta l'estat per a reaccionar enfront del delicte, expressant-se com la «restricció de drets del responsable». Per això, el Dret que regula els delictes es denomina habitualment Dret penal, en lloc d'altres denominacions com Dret criminal o Dret delictual.
La pena també es defineix com una sanció que produeix la pèrdua o restricció de drets personals, regulada en la llei i imposada per l'òrgan jurisdiccional, mitjançant un procés, a l'individu responsable de la comissió d'un delicte. El terme pena (dolor) deriva del terme en llatí poena i posseeix una connotació de dolor causat per un càstig.
El Dret Penal modern advoca per la proporcionalitat entre el delicte i la pena. En molts països es busca també que la pena serveixi per a la rehabilitació del criminal, la qual cosa exclou l'aplicació de penes com la pena de mort o la cadena perpètua.